# Jealous Ones Still Envy 2 (J.O.S.E. 2)
Jealous Ones Still Envy 2 (J.O.S.E. 2) este al nouălea album lansat de rapperul Fat Joe,  și de asemenea reprezintă o continuare a albumului de platină J.O.S.E.. Este al treilea album din seria  Jealous One's Envy. După câteva tergiversări, albumul a fost lansat pe data de 6 octombrie. Petrecerea oficială dedicată lansării a fost oficiată pe data de 16 octombrie 2009 de MyFirstSingle.com, unde a cântat piesa „Twinz (Deep Cover '98) ”, pentru prima oară după moartea lui  Big Pun.  Albumul a fost  vândut în 8,800 de copii în prima săptămână după lansare și a debutat în topul Billboard 200 pe locul 73.

## Istoric
Pe 26 februarie 2009, Virgin Records a anunțat că acest album va fi lansat pe data 7 aprilie. Însă data de lansare a suferit câteva întârzieri, albumul fiind reprogramat pe 19 mai, apoi sfârșitul lui iunie și 29 septembrie , dar adevărata dată de lansare din octombrie a fost dezvălută de Fat Joe, cu ajutorul Twitter-ului . Fat joe a explicat revistei  XXL că albumul a suferit multe întârzieri datorate lipsei de promovare a albumului . Înainte de lansarea de pe 6 octombrie , 50 Cent a emis câteva atacuri la adresa albumului, prin intermediul unor scurte videoclipuri . Fat Joe a dat următoarea replica pe pagina sa de Twitter: 

„50 îmi critică degeaba noul meu album. Este o muzică adevarată! Nu se compară cu muzica pe care el și clovnii lui o fac. ”

Fat Joe de asemenea a apărul la postul de raidio Hot 97 din New York, unde i-a mulțumit lui 50 Cent pentru  „promovarea gratuită” a albumului J.O.S.E. 2.

## Single-uri
Primul single a fost „ One ” împreună cu  Akon; Fat Joe s-a inspirit pentru acest cântec din propriul mariaj. „One” a debutat pe locul 74 în topul „Billboard” R&B. Al doilea single este „Aloha ” cu Pleasure P și Rico Love.

## Ordinea pieselor
| #  | Titlu                                          | Producător(i)               | Timp |
| -- | ---------------------------------------------- | --------------------------- | ---- |
| 1  | "Winding on Me" (cu Lil Wayne & Ron Browz)     | Ron Browz                   | 4:01 |
| 2  | "Joey Don't Do It"                             | DJ Infamous                 | 2:18 |
| 3  | "One" (cu Akon)                                | The Inkredibles             | 3:52 |
| 4  | "Aloha" (cu Pleasure P & Rico Love)            | Rico Love                   | 3:59 |
| 5  | "Put Ya in da Game" (cu T-Pain & OZ)           | Schife & OhZee              | 4:22 |
| 6  | "Congratulations" (cu Rico Love & T.A.)        | Eric Hudson                 | 4:37 |
| 7  | "Porn Star" (cu Lil Kim)                       | Jim Jonsin                  | 3:56 |
| 8  | "Cupcakes" (cu Benisour)                       | Schife & OhZee              | 4:45 |
| 9  | "Ice Cream" (cu Raekwon & T.A.)                | T-Weed                      | 4:34 |
| 10 | "Okay Okay"                                    | Andrews "Drew" Correa G-Boi | 4:02 |
| 11 | "Blackout" (cu Swizz Beatz & Rob Cash din KAR) | J Buttah                    | 3:42 |
| 12 | "Music" ( cu Cherlise)                         | DJ Infamous                 | 4:24 |